# Tour de Geelong
Le Tour de Geelong (en anglais : Tour of Geelong) est une course cycliste par étapes australienne disputée autour de Geelong entre 2009 et 2011. Elle faisait partie du National Road Series de la Fédération australienne de cyclisme.

## Palmarès
| Année | Vainqueur    | Deuxième     | Troisième        |
| ----- | ------------ | ------------ | ---------------- |
| 2009  | Darren Rolfe | David Kemp   | William Clarke   |
| 2010  | Rohan Dennis | Patrick Shaw | Cameron Jennings |
| 2011  | Nathan Haas  | Patrick Shaw | Anthony Giacoppo |